# Franz Reißner
Franz Reißner (* 27. April 1957 in Wien) ist ein Generalleutnant i. R. des Österreichischen Bundesheeres und war zuletzt bis zu seiner Pensionierung Kommandant der Streitkräfte des Österreichischen Bundesheeres.

## Leben
Franz Reißner wurde am 27. April 1957 in Wien geboren. Von 1976 bis 1979 absolvierte er die Offiziersausbildung an der Theresianischen Militärakademie und war daraufhin als Zugs- und Kompaniekommandant an der Pioniertruppenschule in Klosterneuburg eingesetzt. Von 1985 bis 1988 absolvierte Reißner die Generalstabsausbildung beim 11. Lehrgang an der Landesverteidigungsakademie. Es folgte von 1988 bis 1991 der Dienst in der Generalstabsabteilung im Verteidigungsministerium, bis er 1991 Leiter der G-4-Abteilung im Kommando der Fliegerdivision wurde. 1994 wurde er Kommandant der Pioniertruppenschule.
1996 bis 1998 wurde er als Planungsoffizier bei den Vereinten Nationen in New York City eingesetzt und 1998 stieg er zum Leiter des Referats Planungsverfahren in der Abteilung Militärische Gesamtplanung im Bundesministerium für Landesverteidigung auf. 2002 bis 2006 war der Offizier mit einer kurzen Unterbrechung (Studium an der National Defense University in Washington, D.C.) Leiter der Kontrollabteilung C.
Im Mai 2006 folgte Reißner dem sehr lange dienenden Generalmajor Karl Semlitsch als Militärkommandant von Wien nach. In dieser Funktion löste ihn 2008 Brigadier Karl Schmidseder ab.
Am 10. Dezember 2012 übernahm Generalleutnant Reißner das Kommando über die Streitkräfte des Österreichischen Bundesheeres beim Streitkräfteführungskommando in der Belgier-Kaserne in Graz von Generalleutnant Günter Höfler.
Am 28. April 2022 wurde Generalleutnant Franz Reißner von Verteidigungsministerin Klaudia Tanner in einem Festakt in den Ruhestand verabschiedet.

## Sonstiges
Franz Reißner wohnt in Klosterneuburg, ist verheiratet und Vater von drei Kindern.

## Auszeichnungen und Ehrenzeichen (Auszug)
- 2022: Großes Goldenes Ehrenzeichen für Verdienste um die Republik Österreich[3]
- 2022: Großes Goldenes Ehrenzeichen des Landes Steiermark[4]
- Einsatzmedaille des Österreichischen Bundesheeres
- Wehrdienstzeichen 1. Klasse
- Wehrdienstzeichen 2. Klasse
- Wehrdienstzeichen 3. Klasse
- Wehrdienstmedaille in Bronze